# 4,4-Diméthyl-4-silapentane-1-sulfonate de sodium deutéré
Le 4,4-diméthyl-4-silapentane-1-sulfonate de sodium deutéré (DSS-d6), ou 3-triméthylsilyl-1-propanesulfonate de sodium deutéré, est un composé chimique de formule semi-développée (CH3)3Si–CD2–CD2–CD2–SO2ONa. Il s'agit du sel sodique de l'isotopologue de l'acide 4,4-diméthyl-4-silapentane-1-sulfonique (CH3)3Si–CH2–CH2–CH2–SO2OH (DSS) dont les six atomes d'hydrogène H de la chaîne hydrocarbonée sont remplacés par du deutérium D, isotope stable de l'hydrogène.
Le DSS-d6 est utilisé comme étalon standard en spectroscopie RMN de la même façon que le DSS mais présente par rapport à ce dernier l'avantage de n'avoir pas les trois pics mineurs générés par la structure –CH2–CH2–CH2– du DSS ; il est en revanche sensiblement plus cher.